# Camponotus vehemens
Camponotus miserabilis
Espèce
Synonymes
- Camponotus miserabilis Förster, 1891

Camponotus vehemens est une espèce fossile de fourmis de la tribu des Camponotini (sous-famille des Formicinae).

## Classification
Les deux espèces Camponotus vehemens et Camponotus miserabilis sont décrites en 1891 par le paléontologue et entomologiste allemand Bruno Förster (1852-1924),. 

### Synonymes
L'espèce Camponotus miserabilis est déclarée synonyme de Camponotus vehemens en 1937 par le paléontologue français Nicolas Théobald (1903-1981), ce qui est confirmé en 2012 par le myrmécologue anglais Barry Bolton (1938-),

### Étymologie
Les épithètes spécifiques vehemens et miserabilis signifient en latin « violent » et « misérable ».

### Fossiles
Selon Paleobiology Database en 2023, les collections de fossiles référencées sont au nombre de trois :
- Rupélien ou Oligocène inférieur, une collection d'Allemagne de Kleinkembs, dans la région du Bade-Wurtemberg, décrite en 1937 par Nicolas Théobald[3] et deux collections de France de Brunstatt dans le département du Haut-Rhin[1],[2].

## Description

### Caractères
La diagnose de Nicolas Théobald en 1937, : 

« ♂ échant. R965, pl. XV, fig 24
Insecte noirâtre, ailes jaunâtres. Tête subquadrangulaire, à coins arrondis ; yeux assez gros, de forme ovale, placés vers le milieu de la tête ; antennes coudées, insérées à l'avant ; scape court, funicule légèrement renflé ; palpes maxillaires à peine visibles ; trois articles discernables. Cou net. thorax vu de côté, nettement segmenté ; pronotum court, mésonomtum long, scutellum triangulaire ; métanotum à profil dorsal en angle obtus ; thorax régulièrement bombé sur le dos. Pétiole formé d'un seul segment fortement renflé. Abdomen allongé ; cinq segments, un autre semble manquer. Pattes brunes, cuisses fortes, finement poilues, on y distingue une carène longitudinale ; tibias cylindriques. Dim. ; L. = 9 mm.
♀ échant. R656. Montre en plus les antennes et les ailes. Ailes longues et étroites n'atteignant pas tout à fait l'extrémité de l'abdomen (pl. XV, fig 25). Dim L. tot. = 9,5 mm aile L. = 6 mm.
♀ échant. R291. Insecte noirâtre d'une taille de 7,5 mm(pl. XV, fig 26). ».

### Dimensions
La longueur totale est de 9 mm.

### Affinités
« Identique aux formes déjà décrites de Brunstatt par Förster, sous les noms de C. vehemens et C. miserabilis (deux éch.). Très voisin de C. mengei Mayr, mais de taille plus grande et à abdomen plus allongé. Autres échant. ♂ 832 ♀ 420, 200 (?). ».

## Galerie

Camponotus vehemens Pl. XV Hyménoptères du Sannoisien de Kleinkembs.
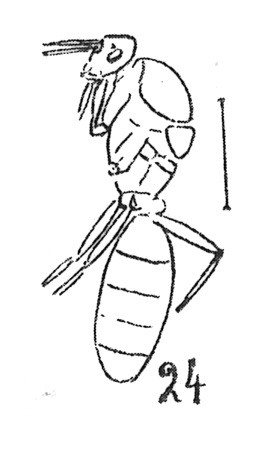
♂ Mâle éch R965.
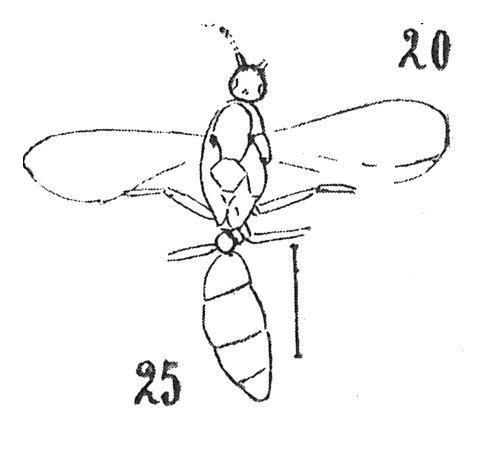
♀ Femelle éch R656.
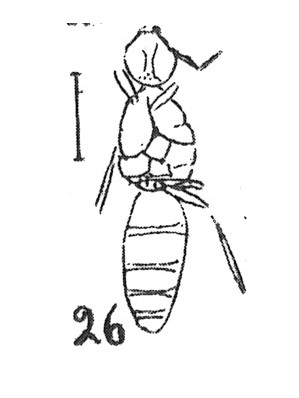
♀ Femelle éch R291.

| - Ouvrières Camponotus aethiops. - Fourmi géante Camponotus gigas, parc national de Gunung Mulu, Sarawak, île de Bornéo, Malaisie. - Vue de profil : Camponotus herculeanus. - Fourmi charpentière Camponotus ligniperda. - Vue de profil : Camponotus piceus. |

### Publication originale
- [1891] (de) Bruno Förster, « Die Insekten der "Plattigen Steinmergels" von Brunstatt », Abhandlungen zur Geologischen Specialkarte von Elsass-Lothringen, vol. Band 3, no 1,‎ 1891, p. 335-593.